# Tafalka koforidua
Tafalka koforidua är en insektsart som beskrevs av Irena Dworakowska 1979. Tafalka koforidua ingår i släktet Tafalka och familjen dvärgstritar. Inga underarter finns listade i Catalogue of Life.